# Студјена
Студјена (слч. Studená) насељено је мјесто са административним статусом сеоске општине (слч. obec) у округу Римавска Собота, у Банскобистричком крају, Словачка Република.

## Становништво
| Година:    | 1994. | 2004.   | 2014.   | 2024.   |
| ---------- | ----- | ------- | ------- | ------- |
| Број људи: | 293   | 277     | 273     | 280     |
| Разлика:   |       | -5,46 % | -1,44 % | +2,56 % |

| Година:    | 2023. | 2024.   |
| ---------- | ----- | ------- |
| Број људи: | 287   | 280     |
| Разлика:   |       | -2,43 % |

Према подацима о броју становника из 2011. године насеље је имало 279 становника.